# ТЕС Манама
ТЕС Манама – колишня теплова електростанція у Бахрейні. Перша потужна електростанція в історії країни.
Станція почала роботу не пізніше 1958-го і до 1965-го тут ввели в дію десять встановлених на роботу у відкритому циклі газових турбін від компанії Brown Boveri потужністю по 5 МВт. З 1966 по 1972 роки запустили ще чотири турбіни від того ж виробника, проте вже з показниками по 10 МВт. Нарешті, у 1975-му майданчик підсилили двома газовими турбінами компанії John Brown, що мали одиничну потужність по 16 МВт. Як наслідок, загальна потужність станції досягнула максимального значення в її історії на рівні 123 МВт.
З плином часту застаріле обладнання почали виводити з експлуатації. З 1998-го в роботі залишалось шість турбін потужністю по 5 МВт, три турбіни по 10 МВт та дві по 16 МВт, разом 92 МВт. В 2004-му цей показник становив вже 62 МВт, а у 2005-му в роботі лишались тільки найбільш нові турбіни з сукупною потужністю 32 МВт. В подальшому вивели з експлуатації і їх, а станцію закрили. 
Первісно електростанція споживала нафтопродукти, проте в якийсь момент ТЕС Манама отримала можливість використовувати блакитне паливо (у 1970-х в Бахрейні почався розвиток газозбірної системи формації Хуфф родовища Бахрейн, а також ввели у дію газопереробний завод Banagas).